# Entrenamiento en combate aéreo disimilar

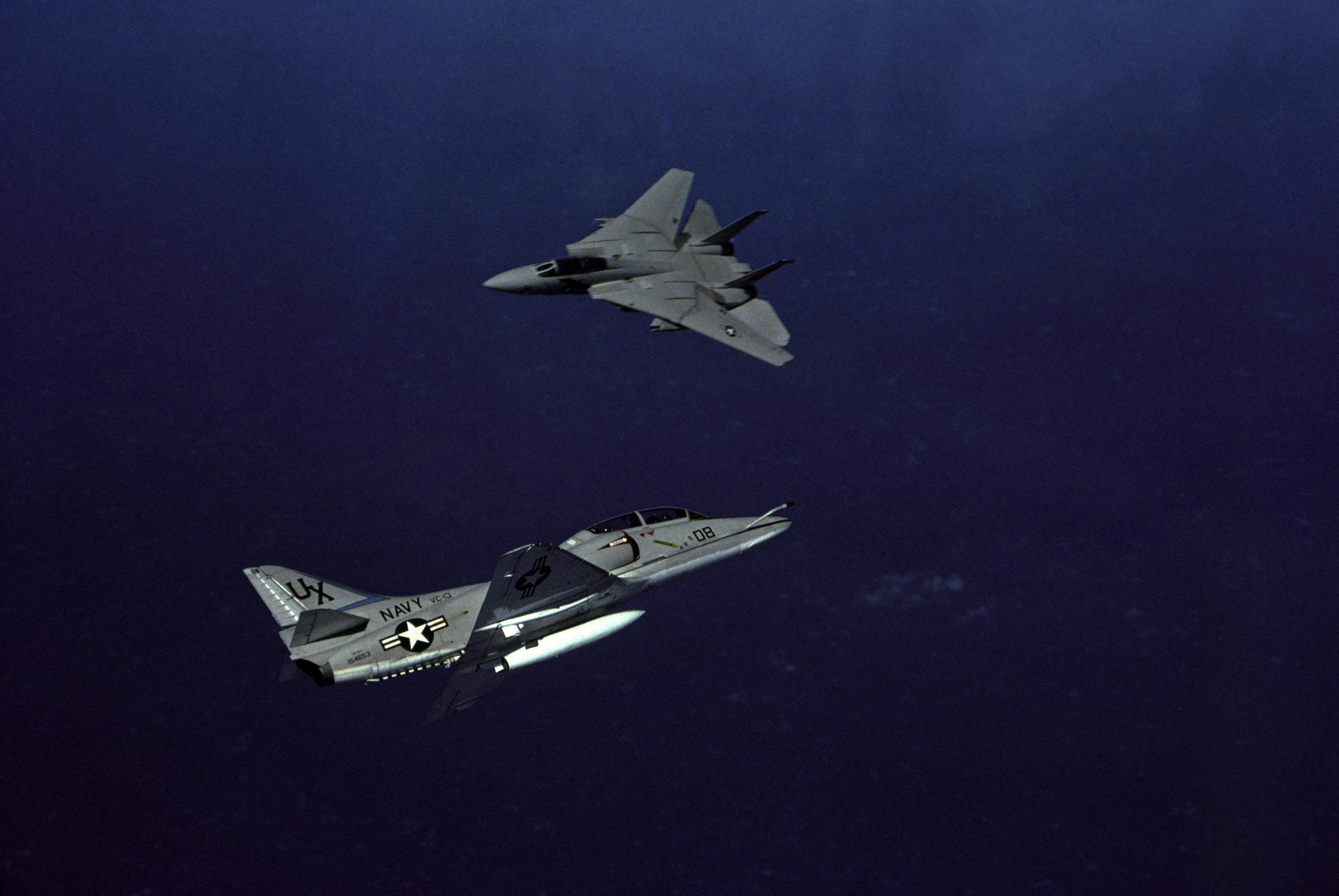
Combate aéreo disimilar entre un Grumman F-14 Tomcat y un Douglas A-4 Skyhawk.

DACT son las siglas en inglés de Dissimilar Air Combat Training, que es el entrenamiento en combate aéreo entre aviones de caza de características diferentes. Aunque en español responde a la denominación de Combate Aéreo Disimilar, por tratarse de terminología militar OTAN, las siglas no se traducen y se usan de esa forma en nuestro idioma.

## Historia

### Segunda Guerra Mundial
La unidad conocida como Zirkus Rosarius fue formada por Theodor Rosarius en 1943 como parte del 2.Staffel/Versuchsverband Oberbefehlshaber der Luftwaffe (segundo escuadrón/Unidad Experimental del Alto Mando de la Luftwaffe). Era una unidad especial de pruebas, encargada de evaluar los aviones capturados para descubrir sus puntos fuertes y débiles. El Zirkus también recorrió bases aéreas mostrando a los pilotos los aviones capturados y entrenándolos para contrarrestarlos.
La Royal Air Force también tenía una unidad especializada parecida, el 1426 (Enemy Aircraft) Flight, a la que se apodaban la Rafwaffe. Al capturarse varios aparatos alemanes se creó la unidad en Duxford en noviembre de 1941 para permitir que los pilotos aprendieran cómo luchar contra ellos. En marzo de 1943 la unidad se mudó a Coliweston.
Estados Unidos empleó los aviones capturados para estudiar sus prestaciones en el centro de pruebas de vuelo de Wright-Pattersony en el Centro de Prueba Aéreas Navales de Patuxent. Finalizada la guerra se hicieron pruebas comparativas entre aviones capturados y aliados. Por ejemplo la US Navy evaluó su F4U-4 contra un P-51B, FW190A-4 y Bf109G-6. Sin embargo la llegada del reactor dejó obsoletos a prácticamente todos los cazas de la guerra.

### Pre-Vietnam

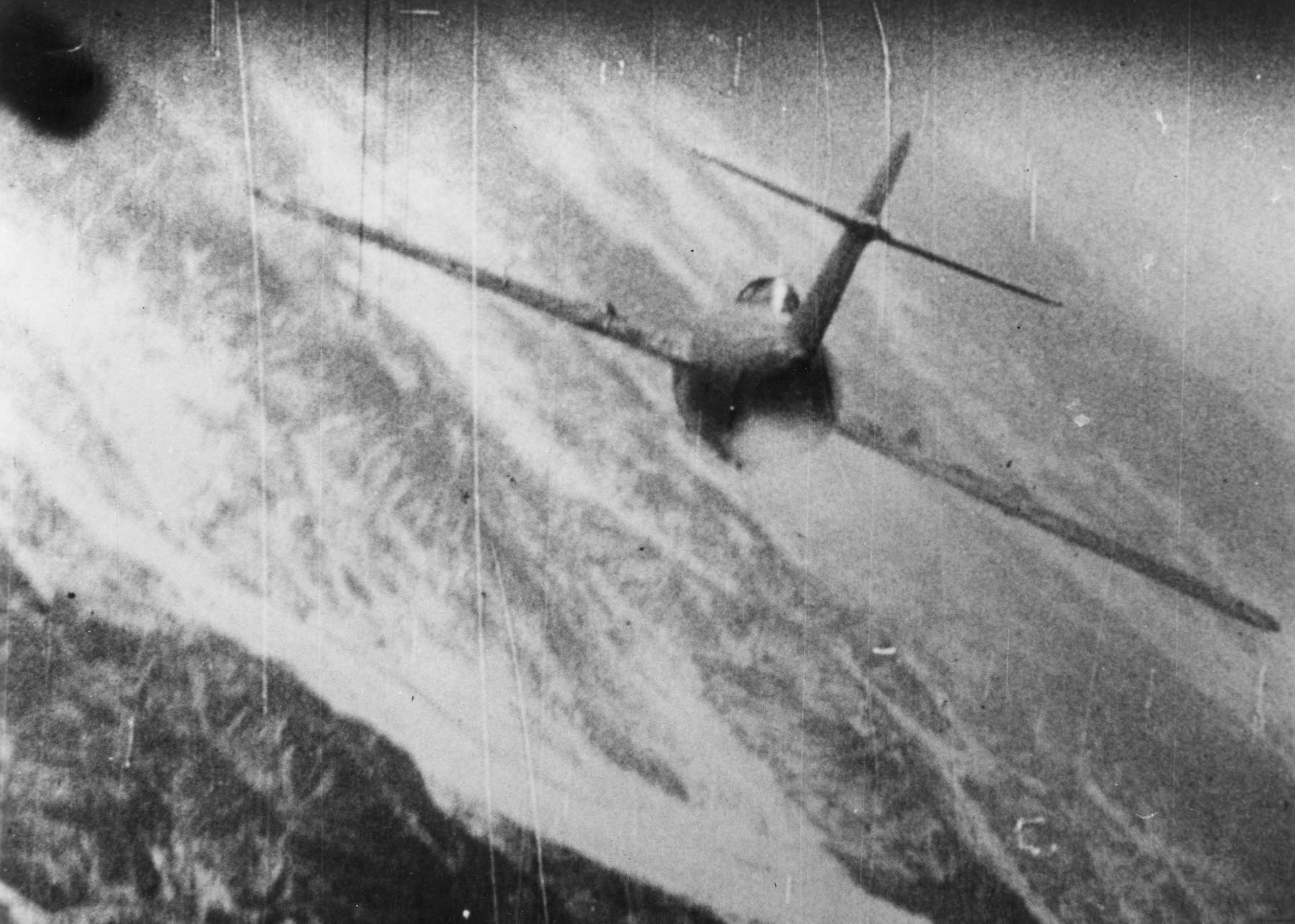
Un MiG-15 en el momento de ser atacado por el F-86 Sabre de Manuel J. Fernández sobre Corea.

Los pilotos de caza tenían muy claro que un caza inferior podría imponerse sobre otro superior gracias a un mejor entrenamiento del piloto. A las experiencias de la guerra se unió la de Oriente Medio y la guerra de Corea. El entrenamiento de los pilotos israelíes les consiguió numerosas victorias aire-aire contra las numéricamente superiores fuerzas aéreas árabes. Los Dassault Mystère IV y Dassault Ouragan lograron derribar a los mejores MiG-15 a lo largo de las escaramuzas ocurridas durante 1956. Unos años antes los MiG-15 tripulados por norcoreanos, chinos y rusos tenían una capacidad de trepada inigualable, una aceleración y armamento superior y un techo de combate más alto que ninguno de sus oponentes. Los Lockheed F-80, Republic F-84 y Gloster Meteor eran claramente inferiores y la cosa no cambió hasta la aparición de los North American F-86 Sabre. Pero el F-86 no eran tan bueno sino que gracias al mejor entrenamiento de los pilotos y tácticas logró tener éxito en la mayoría de las escaramuzas aire-aire.

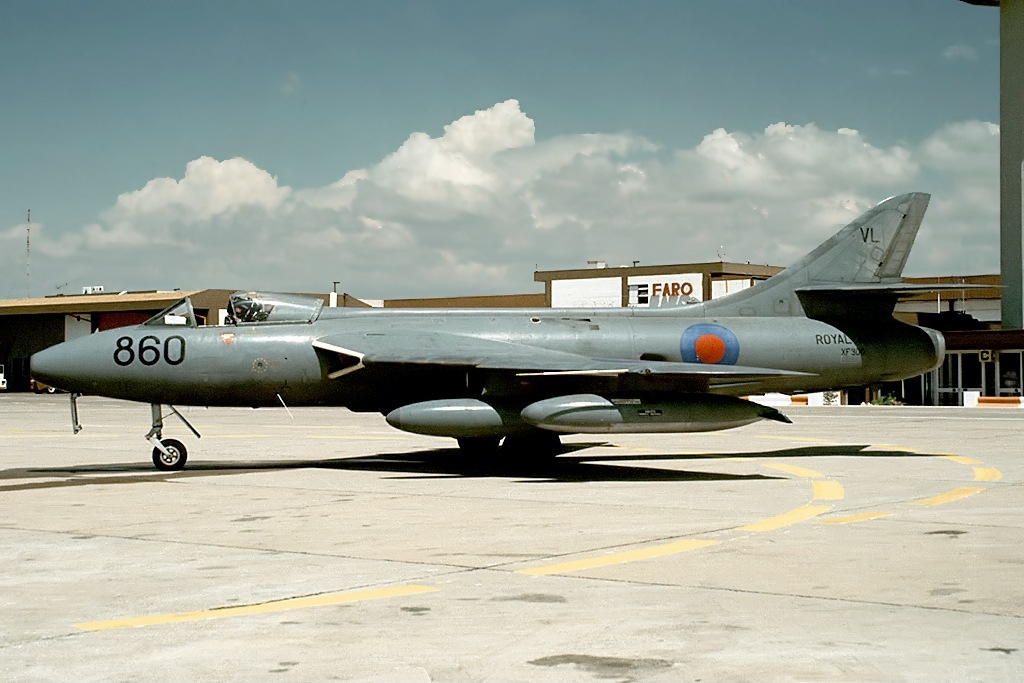
Hawker Hunter del 764 NAS

Estas lecciones acabaron perdiéndose en Estados Unidos y el entrenamiento de los pilotos las dejaría de lado. Un ejemplo es la U.S. Navy Fleet Air Gunnery Unit (FAGU), encargada de formar en combate aéreo a los pilotos navales. En 1960 fue disuelta debido al pensamiento que los misiles aire-aire serían el futuro, algo que reflejaba la sustitución del F-8 Crusader por el F-4 Phantom. Los enfrentamientos entre F-86 taiwaneses ny MiG-17 chinos sobre el estrecho de Formosa en 1969 parecían indicar la importancia del misil en el combate aéreo. Sin embargo en Europa el entrenamiento en combate aéreo siguió en muchos casos, en la Royal Navy por ejemplo el 764 NAS se encargó del curso Air Weapons Instructors (AWI). Los intercambios y maniobras entre fuerzas aéreas de los distintos países de la OTAN en Europa se fomentaban, lo cual significaba ejercitarse con frecuencia contra aviones distintos de otros países que tenían sus propias ideas. Así por ejemplo no era raro que los aviones de RAF y Armee de l'air se probaran en este tipo de maniobras. Además el coste prohibitivo de los misiles hacia que muchas fuerzas aéreas aún confiarán en los duelos aire-aire y el empleo de cañones,que además podían emplearse contra objetivos terrestres y eran más fiables que la electrónica de la época. Ese fue el caso por ejemplo de los israelitas en los combates aéreos.

### Vietnam

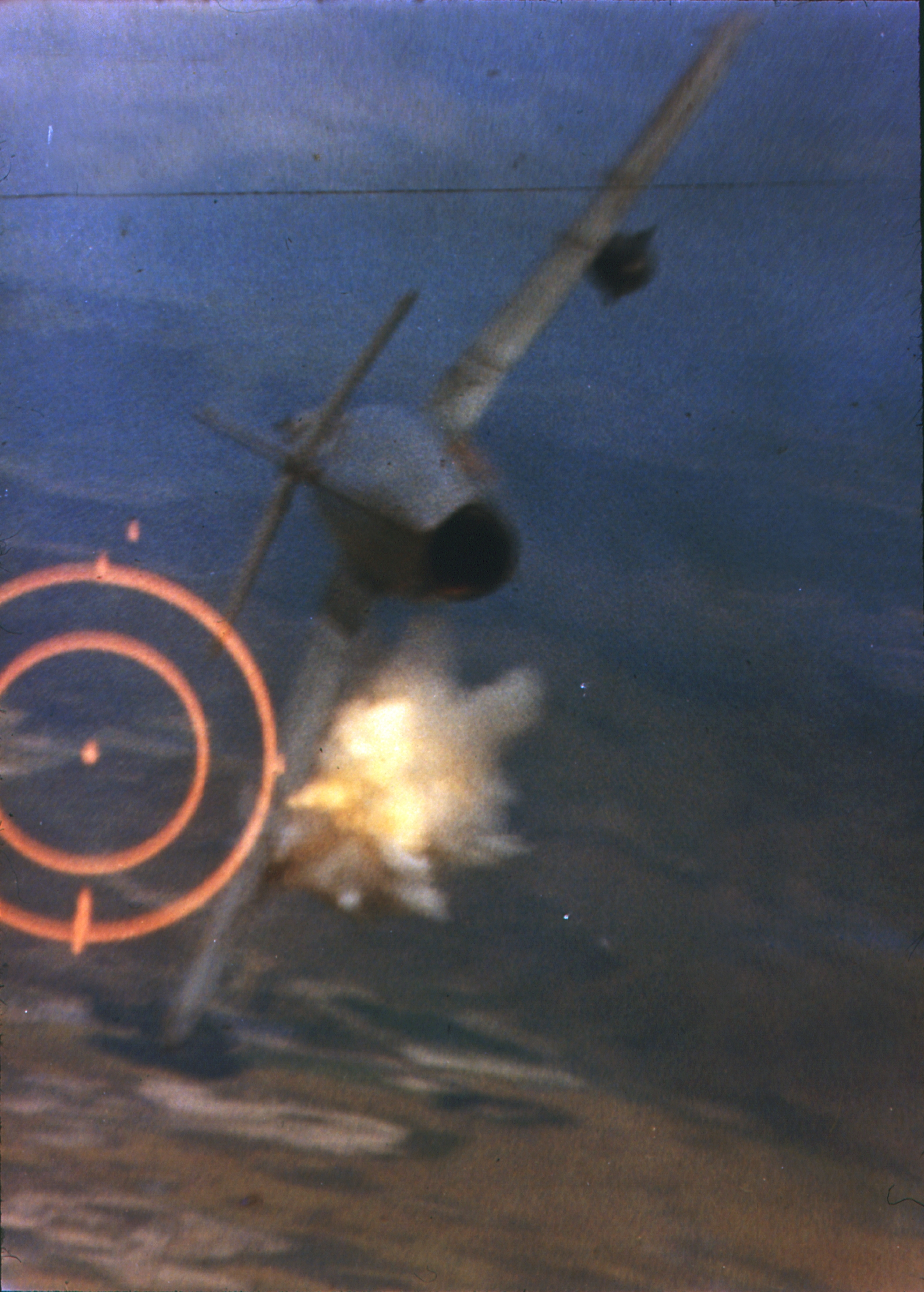
Un F-105D derriba un MiG-17 sobre Vietnam del Norte.

Tradicionalmente, los pilotos de Estados Unidos se entrenaban combatiendo contra aviones similares, por lo que, por ejemplo, los pilotos de F-8 Crusader pocas veces entrenaban contra aviones distintos como el F-4 Phantom II, y raramente contra aviones de ataque A-4 Skyhawk ya que no formaba parte del plan de estudios oficial ni pertenecían a la misma especialidad. Al ser un servicio tan grande esto era posible, y además dado el enfoque en misiles aire-aire y ataques nucleares muchos generales pensaban que las batallas aéreas eran algo del pasado. Irónicamente los países europeos de la OTAN si se entrenaban contra aviones de otros países y servicios, por lo cual sus habilidades en combate aéreo eran mejores. Por ejemplo era normal que los Lighting de la RAF se entrenarán contra los Mirage III del AdA.
El Entrenamiento en Combate Aéreo Disimilar (DACT) fue introducido como parte formal del entrenamiento de combate en los Estados Unidos después de los malos resultados de los combates aéreos en la guerra de Vietnam.
De 1965 a 1968, los pilotos estadounidenses se encontraron en los cielos de Vietnam del Norte luchando contra aeronaves soviéticas más pequeñas y ágiles, subsónicas como el MiG-17 y supersónicas como el MiG-21. Los pilotos de la USAF fueron apenas capaces de superar a los resultados obtenidos en la guerra de Corea y en la Segunda Guerra Mundial, en concreto los pilotos de los cazas Phantom y Crusader no fueron capaces de alcanzarlos. De hecho, por diversas razones, no todos los escuadrones de combate habían practicado las maniobras de combate aéreo básicas (ACM).
La USAF había dejado de poner el énfasis en las maniobras de combate aéreo debido a la creencia de que la guerra aérea se resolvería mediante el lanzamiento de misiles atómicos y que los enfrentamientos entre aviones se realizarían básicamente mediante misiles lanzados fuera del alcance de la vista y no tuvieron en cuenta que se enfrentaban a un enemigo más pequeño, con menos emisión de humos y más ágil. La experiencia israelí en la guerra de los seis días confirmó que el combate aéreo no había muerto.
En 1968, la NAVY realizó una seria reflexión sobre sus problemas en el combate aire-aire en Vietnam del Norte y el capitán Frank Ault fue encargado de elaborar recomendaciones para mejorar la situación. Su informe llegó a conocerse como el Informe Ault, que dio origen a la creación de la escuela TOP-GUN (United States Navy Fighter Weapons School) y la incorporación de las DACT en el plan de estudios. Los instructores de combate ya llevaban un tiempo intentando instruir a los nuevos pilotos en combate disimilar para resolver algunos de los problemas detectados en Vietnam. La Navy empezó a usar los A-4 Skyhawk para simular los cazas soviéticos subsonicos MiG-17, mientras que una vez aprobada la creación de Topgun el F-5E Tiger simularia los cazas supersónicos MiG-21 Fishbed.
En la USAF también sucedió algo parecido. Por iniciativa propia al empezar la guerra de Vietnam en 1965 se realizó en Nellis el proyecto Feather duster que empleó aviones F-86H simulando MiG-17, F-8C simulando MiG-19 y F-5A y F-106A simulando MiG-21. Volaron contra todos los tipos de caza en servicio en la USAF para evaluarlos y desarrollar tácticas gracias al combate disimilar. Los F-104C, F-105D, F-100D y F-4C volaron unos 200 combates simulados pero lamentablemente todo el esfuerzo fue desperdiciado. El 6002nd Standardization and Evaluation Group documentó los resultados y los distribuyó, con la recomendaciones acerca de como enfrentar un MiG. Curiosamente el avión que mejor resultados tuvo en Feather Duster fue el F-104. 
Años después el informe Red Baron recogía la información recopilada 1966 y 1967 de más de 580 encuentros con MiGs en los cielos de Vietnam, toda la información de 625 encuentros entre 1967 y 1968 y un análisis detallado de las batallas aéreas libradas sobre Vietnam del Norte. Se concluyó que era necesario entrenar a los pilotos en maniobras básicas de combate aéreo y hacer que se enfrentasen a aviones de prestaciones distintas. Además para aumentar las probabilidades de supervivencia debía mandarlos a combatir un mínimo de 10 veces antes de entrar en combate. Esas 10 misiones de combate introductorias debían de ser lo más realista posibles en un entorno completamente bajo control.
Mientras eso sucedía algunos pilotos de la USAF y la US Navy se preocupaban por poder introducir algo de realismo en el entrenamiento de los pilotos que preparaban para ir a Viernam. Los instructores eran en muchos casos veteranos que habían visto combate en Corea. En la US Navy los instructores de los F-4 buscaban simular combates aéreos con aviones A-4, F-8 o algunos de la USAF. En la USAF sucedía lo mismo y se simulaban combates con los F-100, F-106 o cualquier avión que pudiera ofrecer cierta similitud con los MiG. En la USAF destacó el empleo del F-106 en DACT con el rol de aggressor ya que se consideraba que sus prestaciones eran similares a las del MiG-21. Se hicieron algunos ejercicios COLLEGE DART e incluso se pensó en vender algunos F-106 a la  US Navy para su entrenamiento DACT. Todo este esfuerzo sería canalizado de forma más eficiente.

### Post-Vietnam

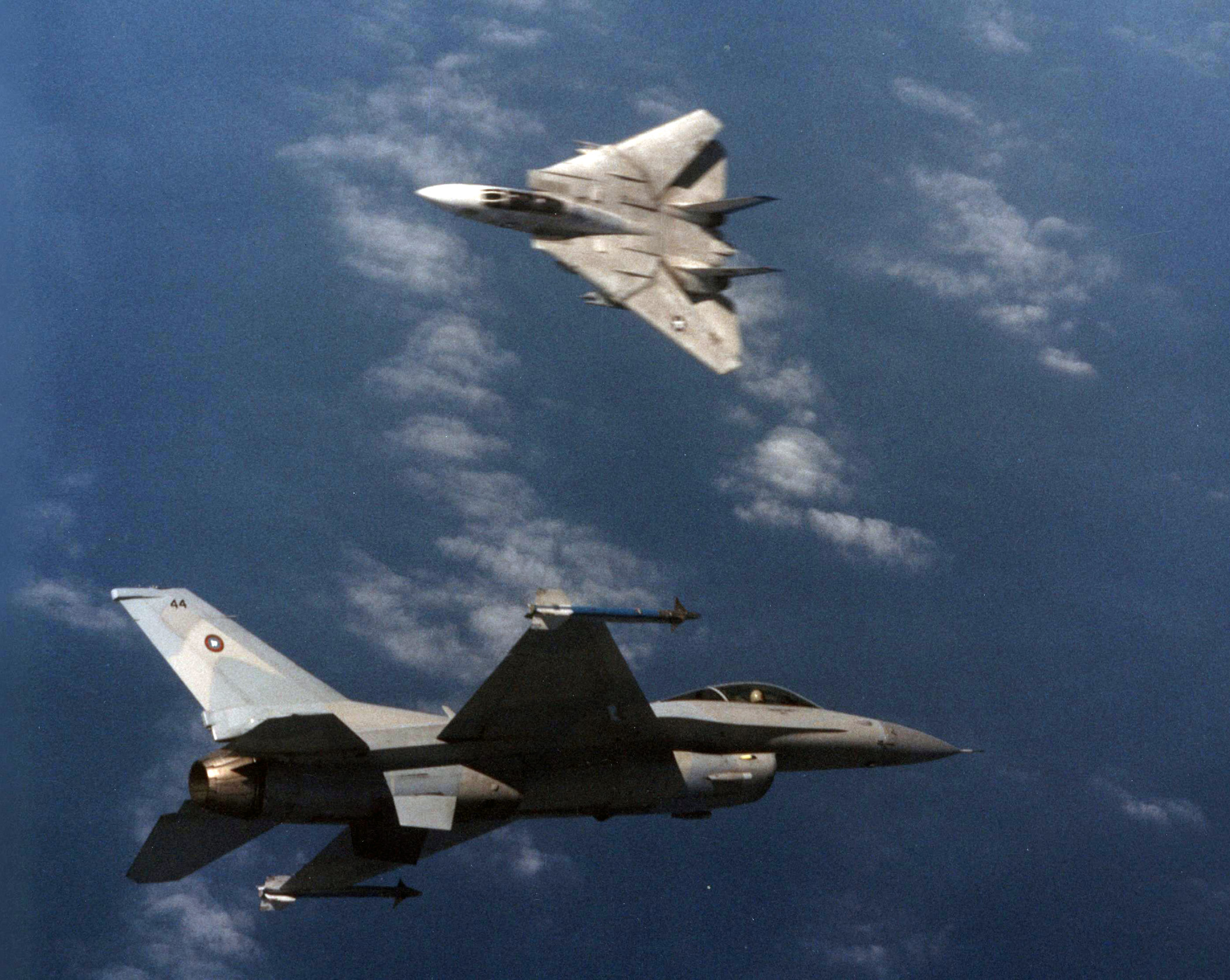
Un F-16 y un F-14 inician un combate simulado en el Navy Strike Fighter Tactics Instructor program.

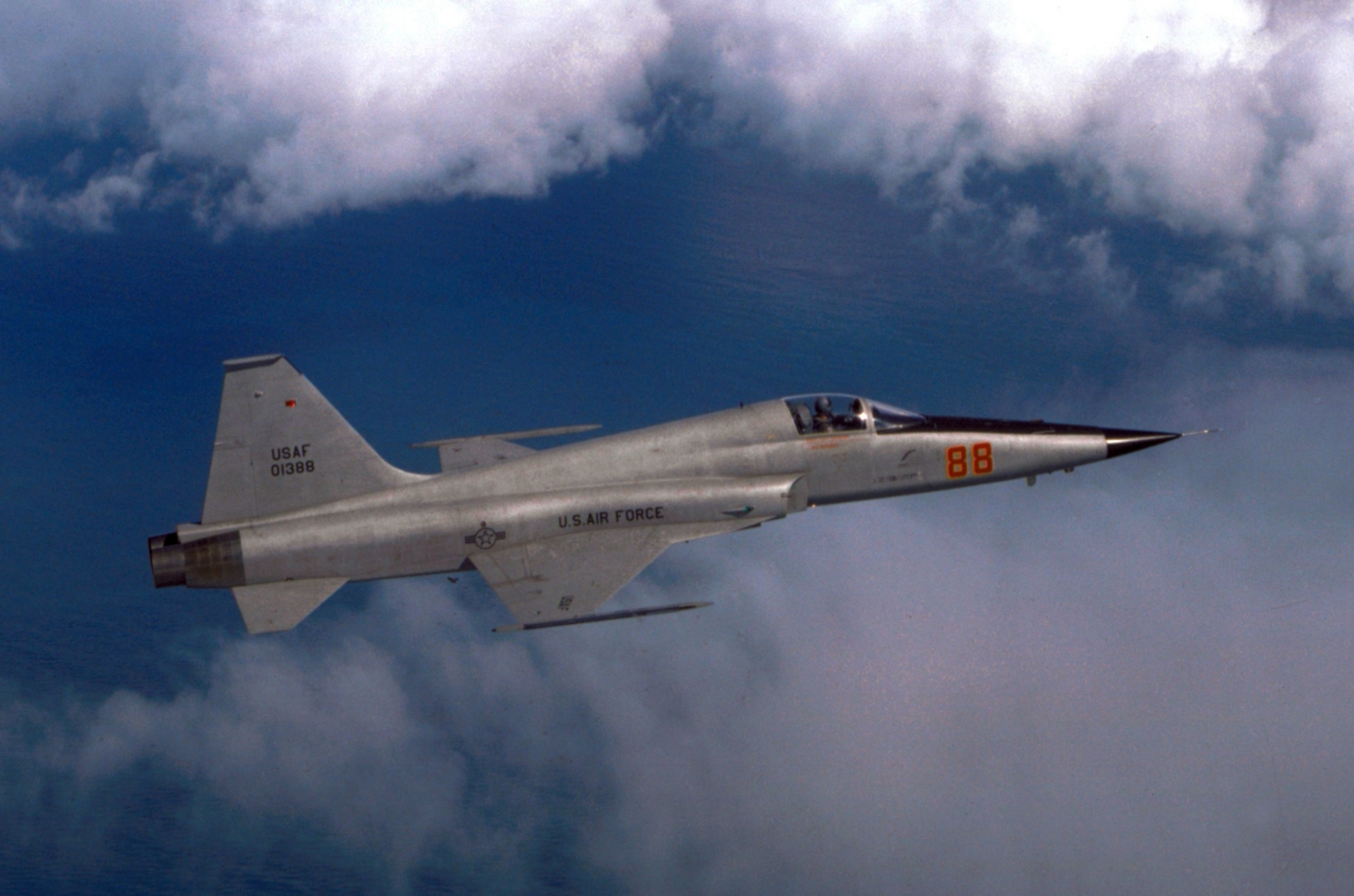
Un F-5E adversario fotografiado en 1987. El esquema de pintura es el empleado por los cazas soviéticos de la época.

Tras Vietnam se consiguió presupuesto para establecer un programa permanente de entrenamiento. Se decidió que los agresores volasen en F-5 Tiger ya que eran baratos y parecidos en rendimiento y maniobrabilidad a los MiG-21. Con el tiempo llegó la retirada de los F-5 del servicio y en la USAF se adoptaron F-16 y F-15 como aviones agresores debido a sus características comunes con el MiG-29 Fulcrum y el Sukhoi Su-27 Flanker. Los escuadrones de agresores adoptaron esquemas de pintura muy similares a los soviéticos con objeto de simularlos mejor y dar al escuadrón una identidad propia.
Desde 1968 la US Navy creaba una primera escuela dedicada a simular combates contra Red Air y en marzo de 1969 en Miramar se creó la Navy Fighter Weapons School, más conocida como Top Gun. Los pilotos de la US Navy a los mandos de sus F-4 y luego F-14 y F/A-18 se enfrentaban a los pequeños A-4 Skyhawk, que simulaban ser los MiG-17 y a T-38 cedidos por la USAF para simular a los mucho más rápidos y modernos MiG-21.
Poco después la USAF comenzó a crear unidades similares, que designó como escuadrones Agresores, equipados también con T-38. Los T-38 fueron sustituidos sucesivamente por los F-5E/F y, posteriormente, por los más modernos y potentes F-15 y F-16 y actualmente con los aviones de combate de 5.ª generación F-35A. Además de los aviones también se crearon en EE. UU. zonas de entrenamiento monitorizadas electronicamente, de este modo se podían analizar de manera objetiva los combates simulados y enseñar a los pilotos la grabación de los combates para enseñarles sus errores y aciertos. El Campo de Instrumentación de Maniobras de Combate Aéreo (ACMI) consiste en un sistema de seguimiento de alta precisión que registra todas las maniobras en el espacio aéreo de las aeronaves, califica todos los disparos realizados y simula cualquier derribo. Actualmente los entrenamientos ya no están atados a esas instalaciones en tierra ya que los aviones llevan un pod de Instrumento de Maniobras de Combate Aéreo (ACMI) para registrar datos de vuelo y que se usan usan para el análisis de entrenamiento. Muchos países emplean ACMI.
Los sucesivos conflictos aéreos llevaron a una expansión, que condujo a una cada vez mayor potenciación de las unidades agresoras en la USAF, US Navy y US Marine Corps. Progresivamente, otras fuerzas aéreas de Europa, incluida la antigua Unión Soviética, y de países asiáticos, como Japón, Taiwán y la pujante República Popular de China, se dotaron de unidades parecidas. No todos han creado escuadrones adversarios, debido al coste que esto tiene, y han buscado sus propias soluciones. Un ejemplo es Australia, que cada dos años celebra el Air Warfare Instructor’s Course (AWIC), que se considera equivalente al Top Gun de la US Navy.
La cada vez mayor demanda de entrenamiento en las tácticas de combate aéreo disimilar llevó a recurrir a la externalización de estos servicios. Empezaron a surgir en compañías privadas especializadas en suministrar flotas de aviones agresores, como fue el caso de Draken International en 2012, a la que siguieron otras, como TacAir, Top Aces, Air USA, Textron Airborne Tactical Advantage Company (ATAC) y la canadiense Top Aces, entre otras.

## Países
Muchos países cuentan con unidades especializadas en combate disimimilar. Estas unidades son conocidas como escuadrones agresoresy su misión es exponer a los pilotos a un entrenamiento de alto nivel. Para ello suelen incluir aviones, sistemas y operadores que ofrecen presentaciones aéreas realistas de posibles equipos, tácticas y técnicas del enemigo. El objetivo es preparar a los pilotos de combate para los tipos de enfrentamientos que podrían encontrarse en el mundo real.

### Alemania
La JG3 de Alemania Oriental para octubre de 1990 tenía 24 MiG-29 en servicio, equipando 2 escuadrones. Con la reunificación la JG3 se convirtió en Ala de Evaluación 29 en 1991 y pronto se decidió integrarlo en la Luftwaffe, que activó la JG73 y los MIG-29 fueron trasladados a Laage. La oportunidad de entrenarse con ellos no fue pasada por alto y los MiG-29 pasaron por muchas bases y ejercicios de la OTAN.
En marzo de 1991, los MiG-29 participaron en una serie de vuelos de entrenamiento DACT (Dissimilar Air Combat Training) en Wittmund, base entonces de los F-4F Phantom ICE del JG71 Richthofen. Un mes después, se desplegaron 6 MiG-29 a Decimomannu para sus primeras misiones de entrenamiento de combate aéreo de la OTAN. En Nellis los MiG-29 del escuadrón Jagdgeschwader 73 dieron una cura de humildad a los F-16 y F-15 de la USAF y a partir de entonces fueron invitados asiduos. Después fueron a la Key West e hicieron lo mismo con los F-18, F-14 y F-5 de la Marina.
Actualmente la Luftwaffe alemana ha contratado a la empresa Top Aces para entrenamiento. Está empresa cuenta con aviones A-4N basados en Alemania para atender el contrato. Desde 2015 se ha brindado servicios de entrenamiento de combate empleando siete aviones A-4N asignados ala base aérea de Wittmund.

### Japón
La Fuerza de Autodefensa Aérea de Japón (JASDF) cuenta con unidad de adversario táctico, con sede actual en la base aérea de Komatsu. La unidad se estableció en la base de Nyutabaru en 1983 con el rol de Escuadrón Agresor (Hiko Kyodotai) y operó inicialmente aviones Mitsubishi T-2 para simular aviones adversarios. Los aviones fueron pintados con un esquema no estándar, creando una tradición que fue seguida con los esquemas de color de su reemplazo, el F-15.

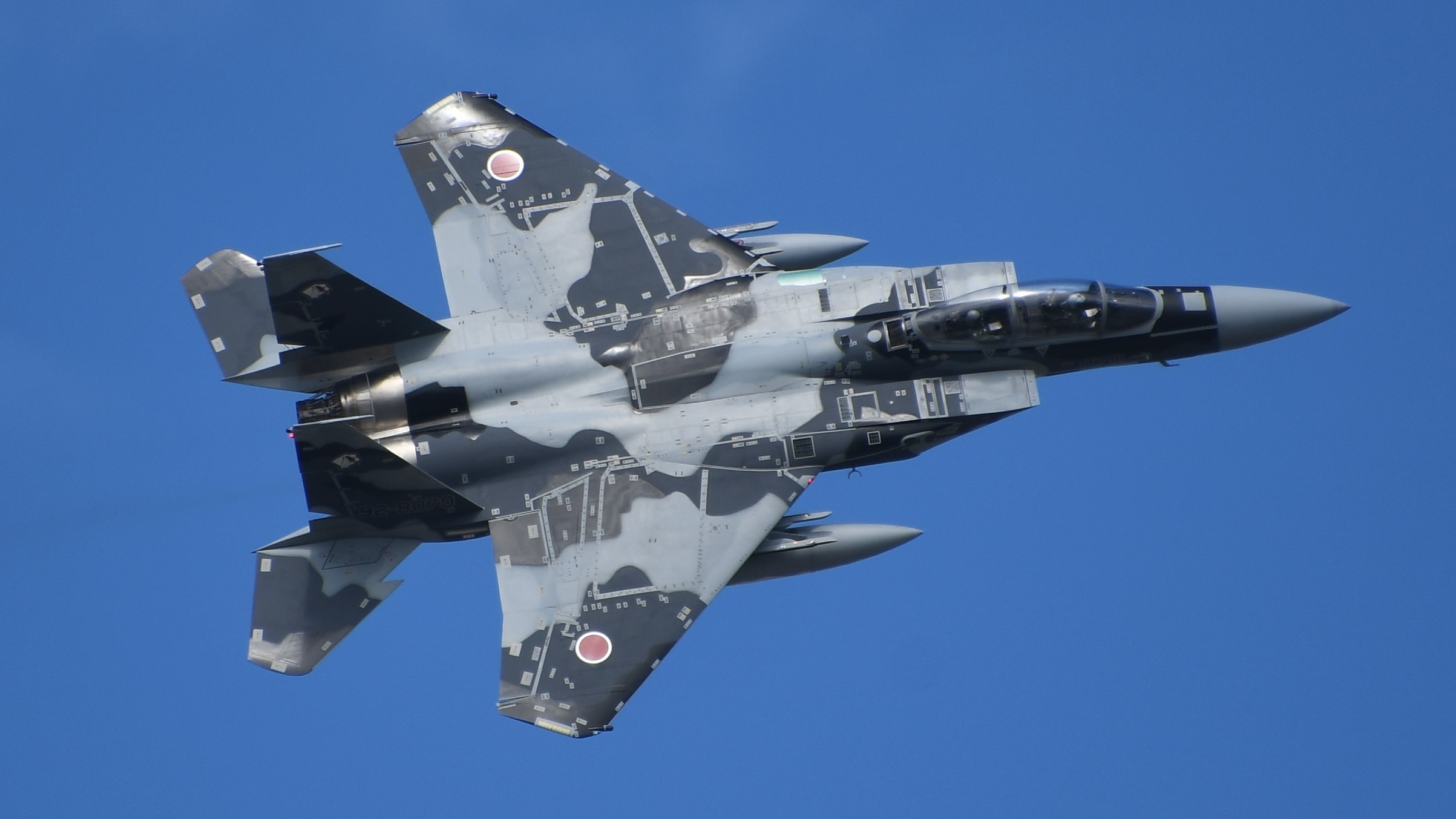
F-15J del escuadrón adversario.

A lo largo de los años hubo muchas variaciones de aviones y esquemas de pintura y ahora se opera 9 aviones F-15DJ, todos con un patrón diferente. A diferencia de Estados Unidos en Japón se pinta a los aviones agresores para diferenciarlos claramente y simular diferentes situaciones y no para no recordar a enemigos potenciales. La unidad a menudo rota por otras bases, entrenando a las unidades residentes.

### Rusia
La base aérea de Privolzhsky es la sede del 185º Centro de Entrenamiento y Aplicación de Combate de las Fuerzas Aeroespaciales. Este es el nombre del único centro de entrenamiento en combate disimilar en Rusia. La unidad se creó en tiempos de la Unión Soviética para encargarse de reproducir de modo realista las condiciones de combate aéreo y proporcionar entrenamiento en tácticas de combate. El componente aéreo es el 116.º Centro de Entrenamiento de Aplicaciones de Combate de la Aviación de Caza.
La Unión Soviética creó la unidad ante la necesidad de preparar a sus pilotos para enfrentarse a los F-15. Los combates que los pilotos soviéticos libraron primero en Vietnam y posteriormente en Egipto les enseñaron que tal vez sus tácticas de combate aéreo necesitaban mejoras. A principios de la década de 1970 se creó en Turquestán, un escuadrón de entrenamiento avanzado de combate equipado con MiG-21. El éxito del entrenamiento hizo que la unidad se ampliase a dos escuadrones, ambos integrados por pilotos con experiencia en combate y alumnos aventajados del programa. Con el paso del tiempo los MiG-21 fueron siendo sustituidos por MiG-23 y finalmente en 1987 se decidió que los pilotos soviéticos pilotarían cazas MiG-29, pintados para hacer más realista, para simular los F-15 en combate simulado. Este entrenamiento permitiría a los escuadrones soviéticas adquirir experiencia en combate y desarrollar tácticas adecuadas. La Federación Rusa transfirió los cazas de la Base de Aviación 1521 a la Fuerza Aérea de Kazajistán.
Actualmente en Astracán se localiza el 185.º Centro de Entrenamiento y Aplicación de Combate que proporciona un entrenamiento realista en tácticas de combate. El 116.º Centro de Entrenamiento de Aplicaciones de Combate es la denominación del escuadrón agresor ruso, equipado con aviones Su-35 y MiG-29SMT.

### Armada de Estados Unidos
Los tiempos de la guerra fría quedaron atrás y l de a Aviación Naval opera actualmente tres tipos diferentes de aeronaves en funciones de combate disimilar para generar escenarios adversarios para sus escuadrones. Se emplean aviones agresores privados y propios para entrenamiento en combate aéreo disimilar de 4.ª generación. Se añadirán 6 F-35C para que los pilotos se entrenen con aviones de 5.ª generación.

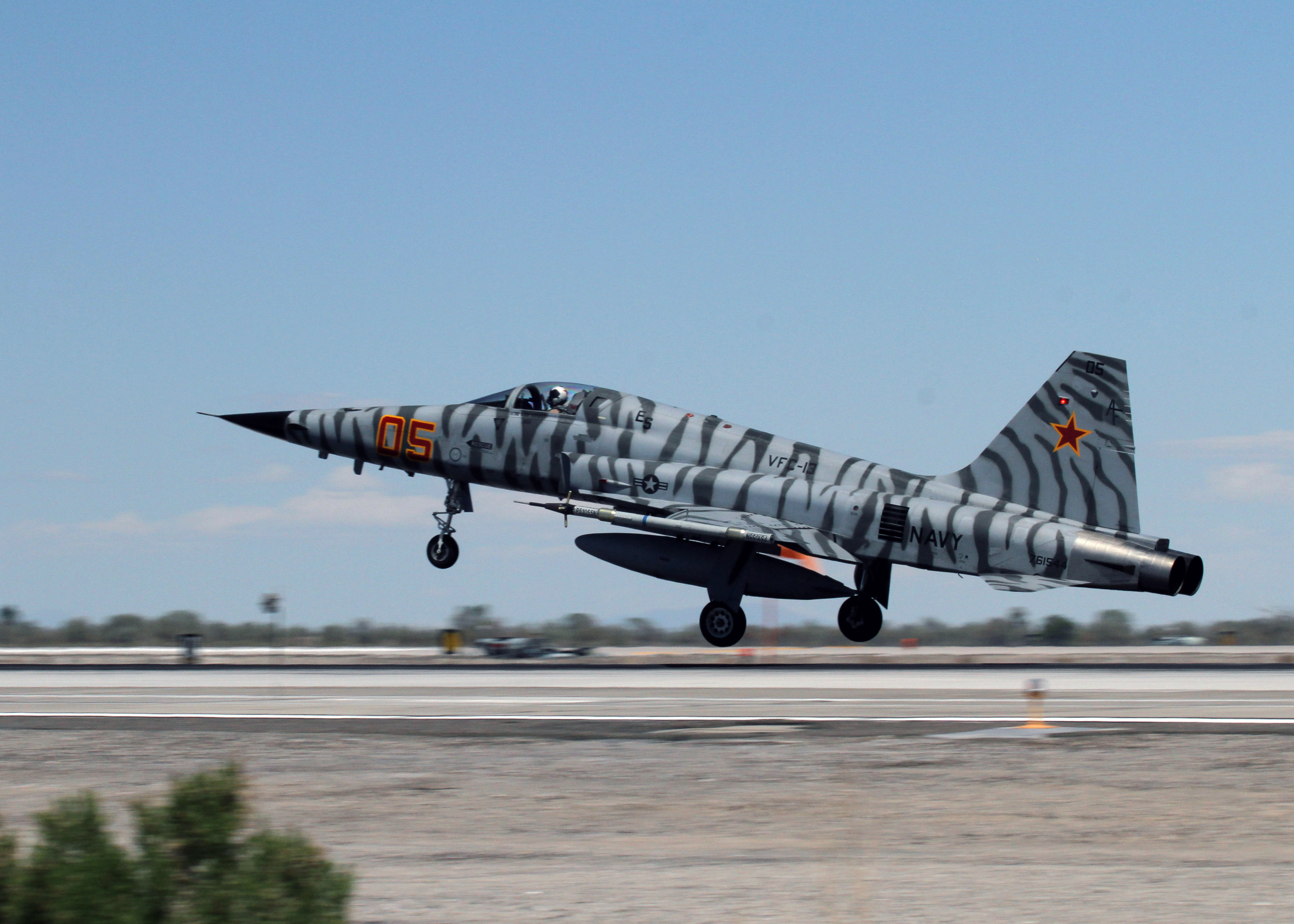
F-5N Tiger II del VFC-13 en NAS Fallon, 2015

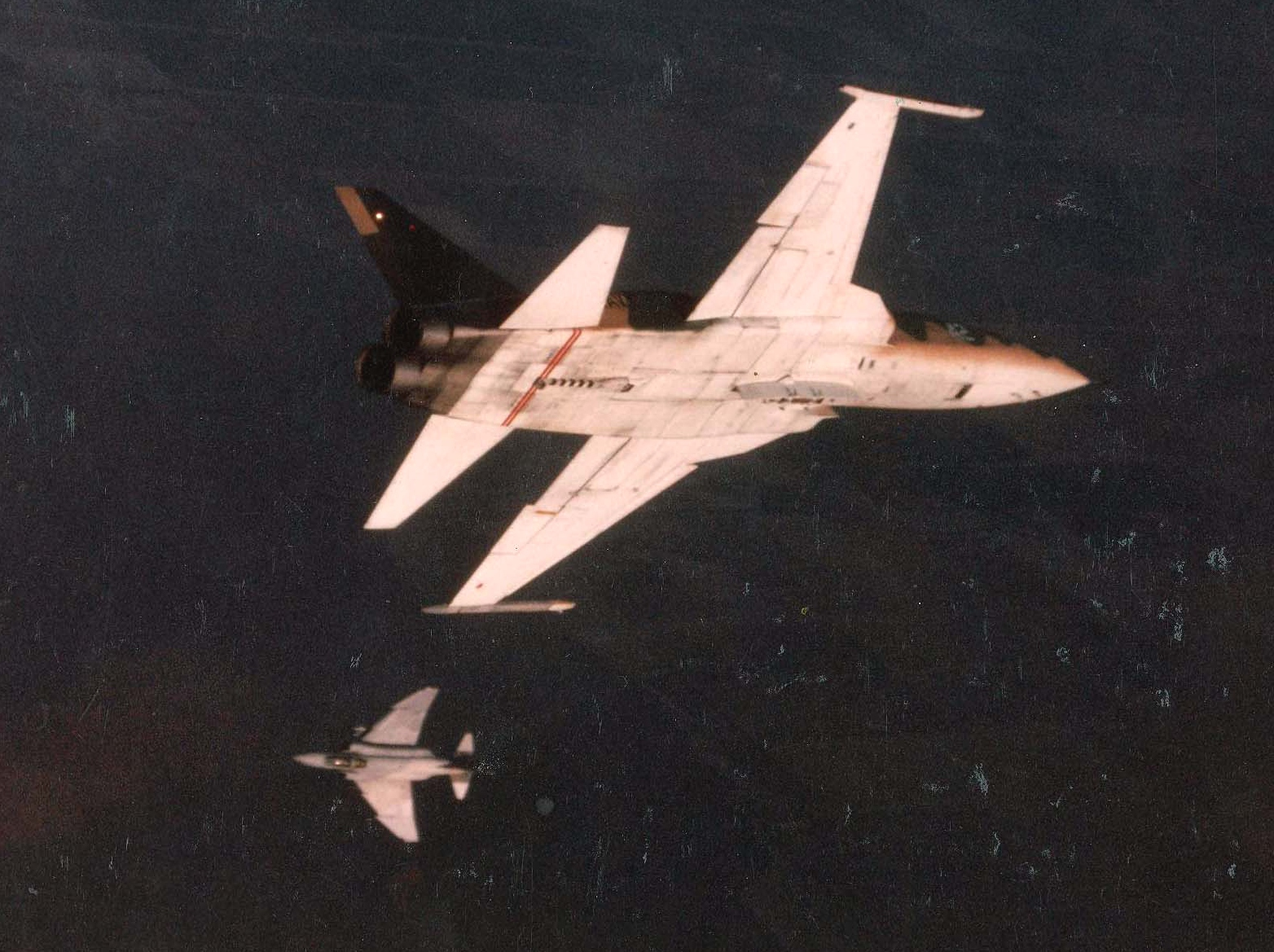
un F-5E y un F-4S inician un combate simulado en Top Gun, 1982.

Para esta misión, se cuenta con los escuadrones VFC-13 en Fallon (Nevada) y VFC-111 en Key West (Florida), equipados con aviones F-5N y F-5NF Tiger II, y el VFC-12 en Oceana (Virginia) con Boeing F/A-18E Super Hornet. El VFA-204 de la Reserva de la Marina opera F/A-18C Hornet. Además el Naval Air Warfare Development Center (NAWDC) en Fallon opera 14 Lockheed Martin F-16A/B Fighting Falcon.
La Marina recibió 40 aviones F-16 retirados de la Guardia Nacional para ayudar a simular de la mejor forma el enemigo potencial. Los F-16 son más capaces de replicar los aviones de combate de gama alta enemigos como el MiG-29 y el J-10. Anteriormente, se compró 26 aviones F-16N a finales de la década de 1980 pero se retiraron debido a la fatiga del metal, y tuvo que esperar casi una década antes de recibir otros 16. La Armada también utiliza F-5 para simular aviones enemigos. Se compraron 44 cazas F-5E a Suiza. Los F-5N se están modernizando al nuevo estándar N+ y F+ dentro del programa ARTEMIS para un mejor desempeño comparable a los aviones rusos o chinos. Los últimos cambios para mejorará el combate disimilar han sido los siguientes:
- - El VFC-13 de Fallon recibió F-16.
- - Los F-5N+ asignados a VFC-13 en Fallon se transferieron al VFA-204 en Nueva Orleans.
- - El VFC-12 de Oceana cambió a los F/A-18E Super Hornet.
- - El VF-111 de Key West seguirá usando los F-5N+.

La recepción de 6 F-35C en Top Gun permitirá que los F/A-18E/F se entrenen con un avión de 5.ª generación, pero la brecha de entrenamiento de combate aéreo disimilar para los pilotos de F-35C aún está por resolver, aunque se está trabajando en alternativas viables y se confía en las posibilidades de la simulación digital y los drones tripulados por inteligencia artificial. Se quiere usar los F-22A y F-117A para simular adversarios, pero esto requiere la coordinación con la USAF.
El Naval Air Warfare Development Center (NAWC) también está basado en Fallon y opera 14 F-16A/B en Top Gun a los que se unirán 16 F-16 de los recibidos de la Guardia Aérea Nacional, que acabarán reemplazándolos. Parece que el Centro de Guerra Aérea Naval (NAWC-AD) está examinando que opciones ofrece actualmente el mercado para realizar una posible compra de hasta 64 aviones para realizar el rol de adversario. Se busca así reducir costes operativos y horas de vuelo de los aviones operativos y a la vez también preservar vida útil de los aviones de alta gama, como el caza F-35C.

### Fuerza Aérea de Estados Unidos
El programa de aviones agresores de la USAF se inició gracias a la iniciativa de un grupo de pilotos en la década de 1970. Una de las lecciones de Vietnam fue que era necesario ofrecer a los pilotos entrenamiento contra aviones que reprodujeran las tácticas del bloque soviético de una forma creíble y lo más real posible. Se logró finalmente apoyo en el Pentágono y el programa fue establecido en Nellis. Desde sus inicios, las capacidades para simular al adversario han mejorado significativamente, pero también la necesidad de replicar nuevas amenazas para que el nivel de entrenamiento no pierda calidad.

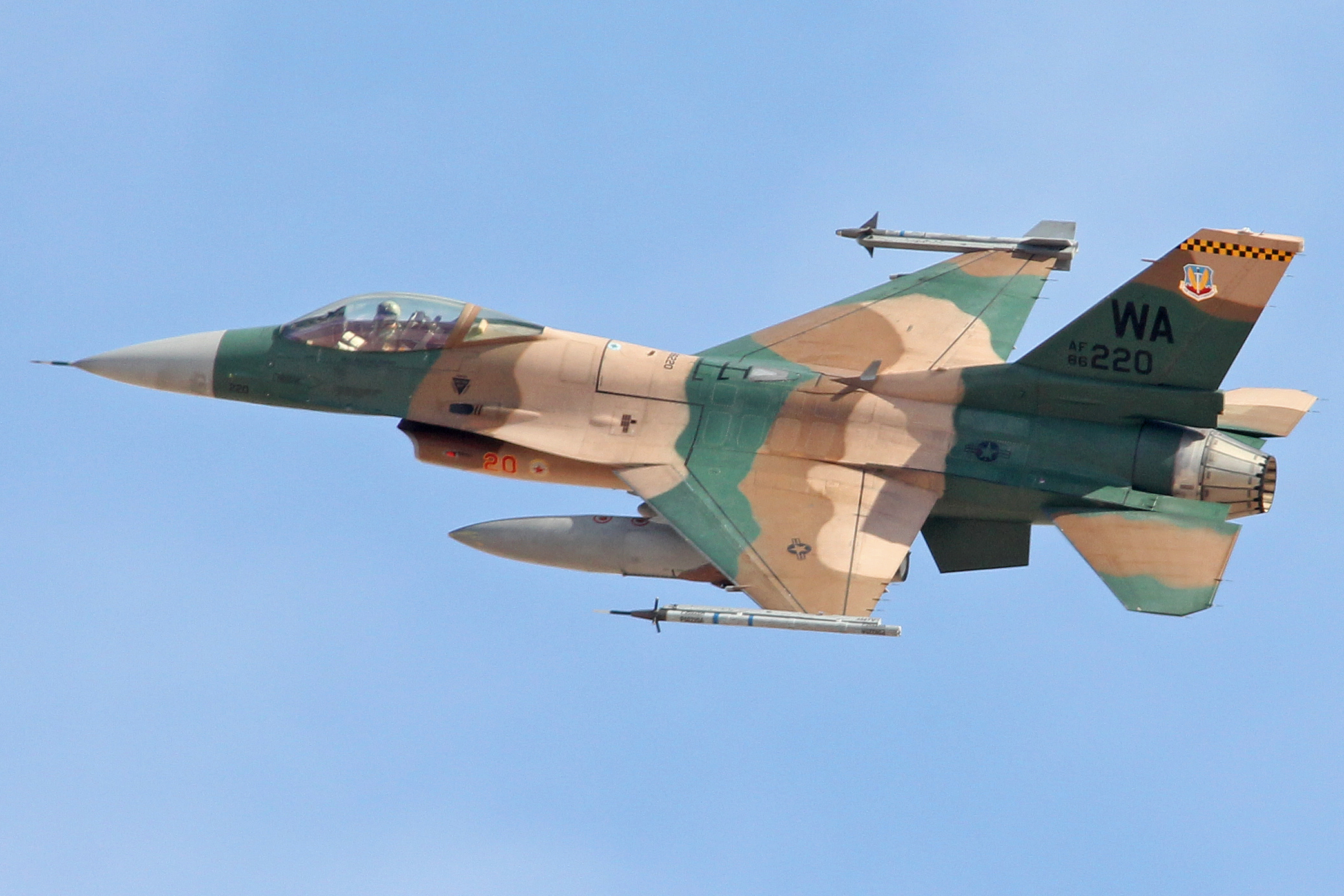
Un F-16C aggressor. El esquema de pintura simula los empleados por los aviones de enemigos potenciales.

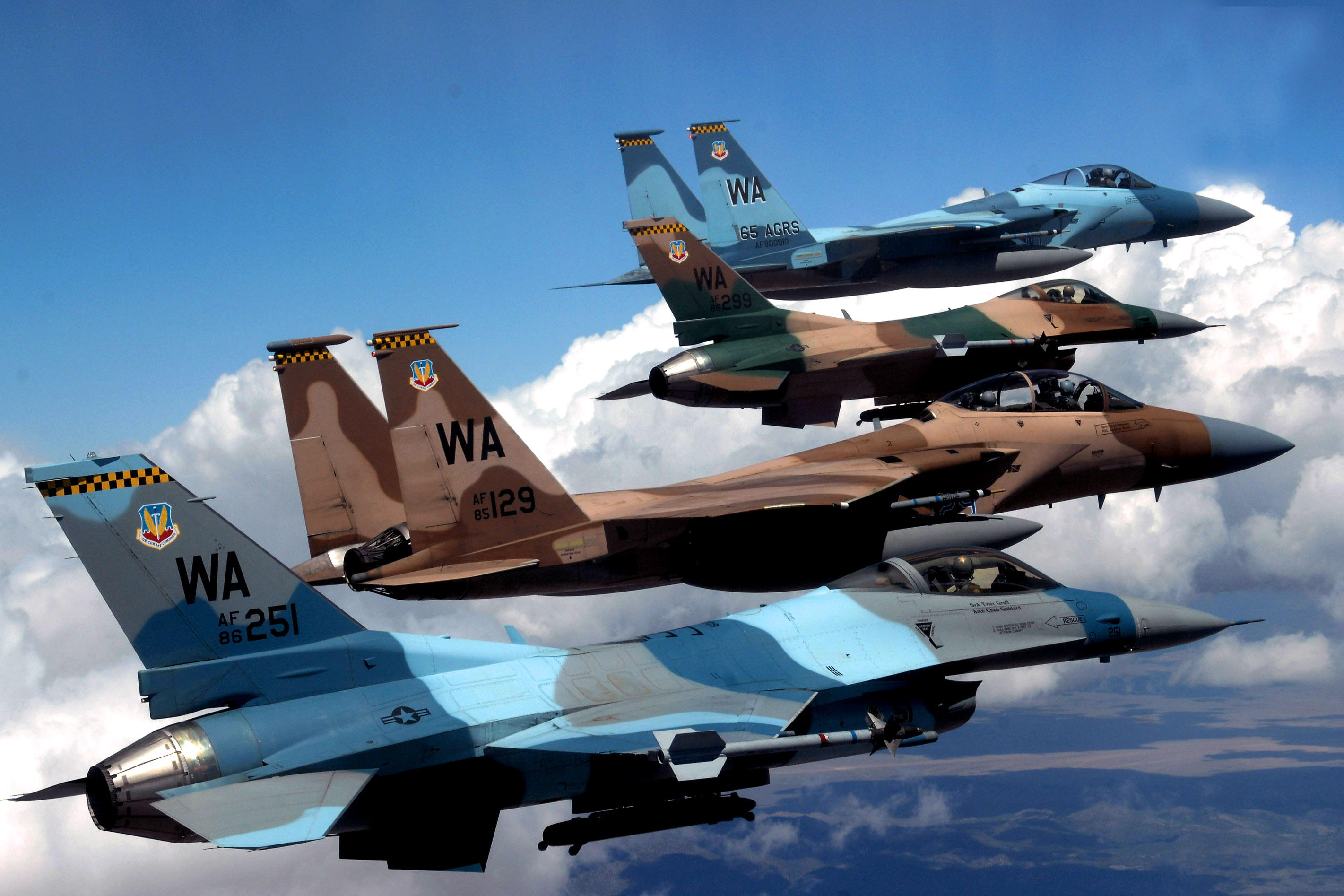
Esta foto muestra los aviones que ejercían en 2008 de adversarios en la USAF. SU esquema de pintura da más veracidad al entrenamiento.

Después de años de que muchos pilotos de caza se movilizaran la aprobación del escuadrón agresor para entrenamiento disimilar llegó en 1972. Oficialmente respondía al esfuerzo de la Fuerza Aérea para revertir el ratio de derribos en Vietnam de casi 1-1. Detrás había una nueva filosofía y el poder de la Fighter Mafia. Fue decisivo el programa Red Baron, que analizó cuidadosamente las batallas aéreas en Vietnam y la evaluación de los que MiG que los israelíes vendieron a la USAF. Como las tácticas eran muy diferentes de las tácticas soviéticas era necesario establecer una unidad con pilotos entrenados para volar como los rusos. Un sector entusiasta de la USAF logró finalmente convencer a altos funcionarios que asignarán los fondos durante la visita del jefe del Comando de Aviación Táctica de la USAF a la base aérea de Nellis.

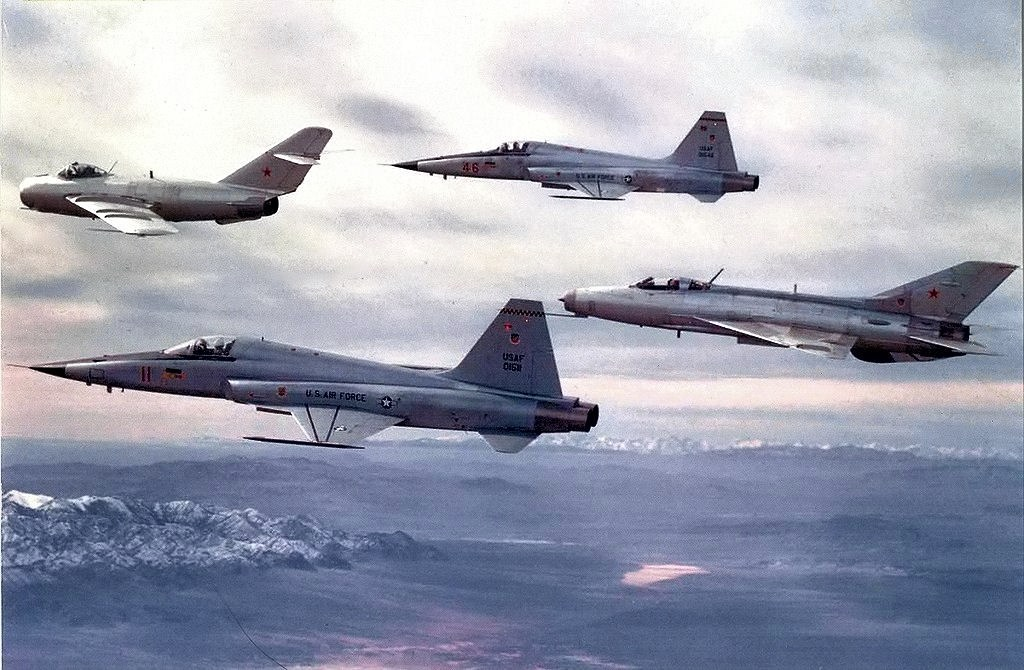
Una pareja de F-5E vuela junto a un MiG-17 y un MiG-21 del 4477th Tactical Evaluation Squadron.

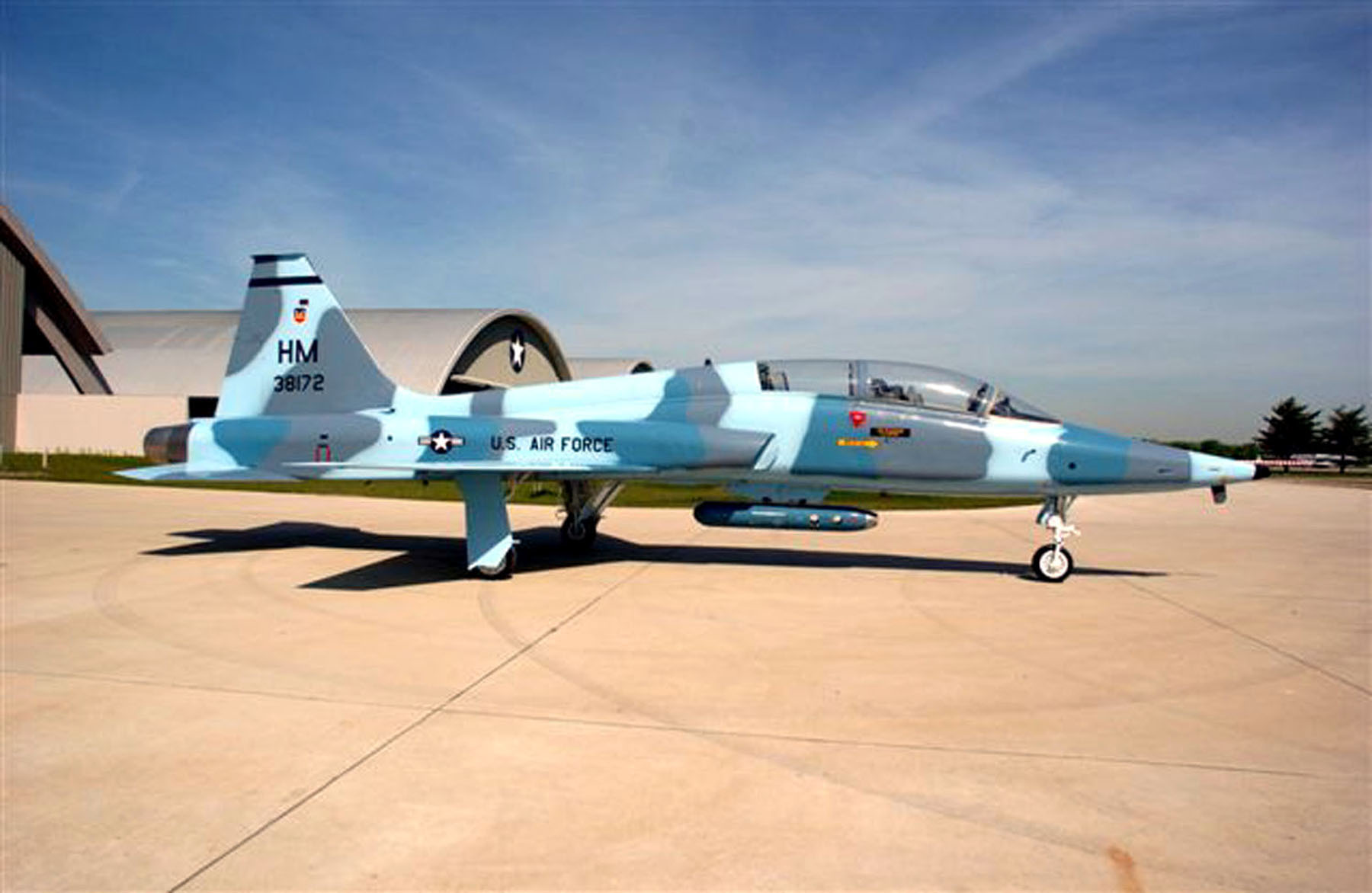
Los comienzos, un AT-38 de la USAF asignado al rol de adversario.

Lo más difícil fue la elección del avión. Inicialmente se aspiraba a emplear los MiG que habían llegado a la USAF, pero hubo que contentarse con los T-38 que fueron asignados al 64th AGRS. Con la caída de Vietnam del Sur el lote de F-5E/F destinado al país y pagado por la ayuda americana quedó disponible. Los escuadrones de combate disimilar de USAF y US Navy se los quedaron encantados pues eran baratos de operar, distintos a los aviones en servicio y de prestaciones similares al MiG-21. En 1975 se creó un segundo escuadrón adversario y en 1976 otros dos, uno en Filipinas y el otro en Inglaterra Para hacer todo más realista pilotos agresores seleccionados volaban combates simulados contra los MiG de Groom Lake para determinar las diferencias entre los MiG, T-28 y F-5 y lograr la mejor imitación de las características de vuelo de los MiG. También pilotos israelíes cooperaron acerca de averiguar lo que podía hacer un MiG en combate.
En la guerra fría la 

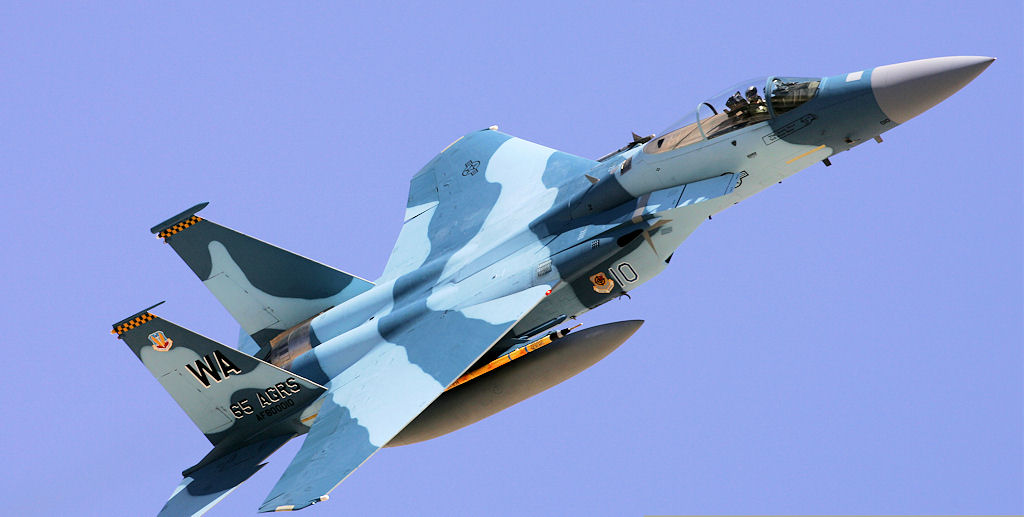
F-15C del 65th Aggressor Squadron fotografiado en 2008.

USAF operaba cuatro escuadrones de aviones agresores. Dos estaban basados en Nellis, el 26 escuadrón en Filipinas y el 527 en Alconbury. Actualmente la USAF cuenta con Escuadrones Agresores en Eielson (Alaska) y Nellis (Nevada). Durante la guerra fría un escuadrón estuvo basado en la Base Aérea de Clark (Filipinas) y otro en Alconbury (Inglaterra). Los aviones empleados actualmente son F-16, y desde hace poco F-35. El 65° Escuadrón estuvo activo en Nellis de 2005 a 2014, período en el reprodujo tácticas y técnicas adversarias con F-15 Eagle, volviendo a activarse en 2022 con F-35A. Cuando se desactivó el 65.º AGRS quedó solo en Nellis la 64.ª AGRS con sus F-16. La otra unidad agresora es que el 18.º AGRS de la base aérea de Eielson, en Alaska. Recientemente se activo en Nellis un cuarto escuadrón agresor equipado con F-16, el 706. AGRS. También se están aprovechando aviones F-117 aún no retirados para participar en el entrenamiento.
La misión de los escuadrones adversarios de la USAF es conocer, enseñar y reproducir. Su personal conocemos la amenaza enemiga trabajando con agencias de inteligencia y asistiendo a conferencias específicas. Se somete al personal a un riguroso proceso para que puedan realmente enseñar eficazmente. Además de conocer la amenaza y enseñarla deben reproducirla, no sólo en el aire sino también desde los GCI, como lo haría un adversario. Existe una certificación del personal que asegura un entrenamiento preciso y realista para los pilotos sepan qué esperar si entran en combate.

### US Marine Corps
Los Marines cuentan con el escuadrón VMFT-401, basado en Yuma, para entrenamiento en combate aéreo. Activado en 1986, fue equipado con aviones F-21A Kfir (aviones de combate construidos en Israel). Al poco tiempo, se pasó al F-5E Tiger II.

### Canadá
Durante unos años, el entrenamiento en combate disimilar fue encargado al 419.º Escuadrón en la base aérea de Cold Lake, donde todavía actualmente hay un extensa área para simular combates aéreos controlados por un sistema ACMI. Los aviones CF-5 contaban con esquemas de pintura que recordaban a los soviéticos y similares a los de F-5E agresores de la USAF y US Navy. Esto terminó cuando el CF-5 fue retirado en 1995. El año 2000, el escuadrón fue reactivado y equipado con aviones CT-155 Hawk. Actualmente la empresa canadiense Top Aces ha sido contratada para entrenar a los pilotos de CF-18 con sus A-4 Skyhawk y Alpha Jet

### Taiwán
La fuerza aérea creó el 46th Imaginary Enemy Squadron en 1972 siguiendo los consejos del Military Assistance Advisory Group de Estados Unidos. Comenzó usando aviones F-86 Sabre hasta 1977. Les siguieron aviones F-5 Freedom Fighter de 1977 a 1981, que fueron reemplazados por F-5E/F Tiger II. La base del escuadrón es Taitung. No se sabe si el progysugue actualmente. Se cree que el escuadrón de F-16 basado en EEUU incluye entrenamiento adversario en su programa.
Se sabe que en ocasiones los Mirage 2000 y F-16 de Taiwán se enfre.ntan en combates simulados. Hace unos años se supo que pilotos franceses se habían destacado a Hsinchu para instruir al 17º escuadrón en tácticas de adversario.

### Francia
El Ejército del Aire cubre parcialmente el entrenamiento en combate disimilar con aviones de entrenamiento Alpha Jet del Escuadrón 3/8 Côte d'Or. Se recurrió también a los Mirage 2000C del escuadrón de caza EC 2/5 Ile de France en rol de agresor, hasta que fueron retirados.
La Aeronavale tiene contratado a ARES desde hace años para ofrecer entrenamiento adversarios. También aprovecha los cruceros del CdG para practicar con otros países. Ahora parece que el Armée de l’Air et de l’Espace externalizara el programa ADAIR. Se trataria de un contrato de 6 años, con 3.000 horas de vuelo al año.

### Israel

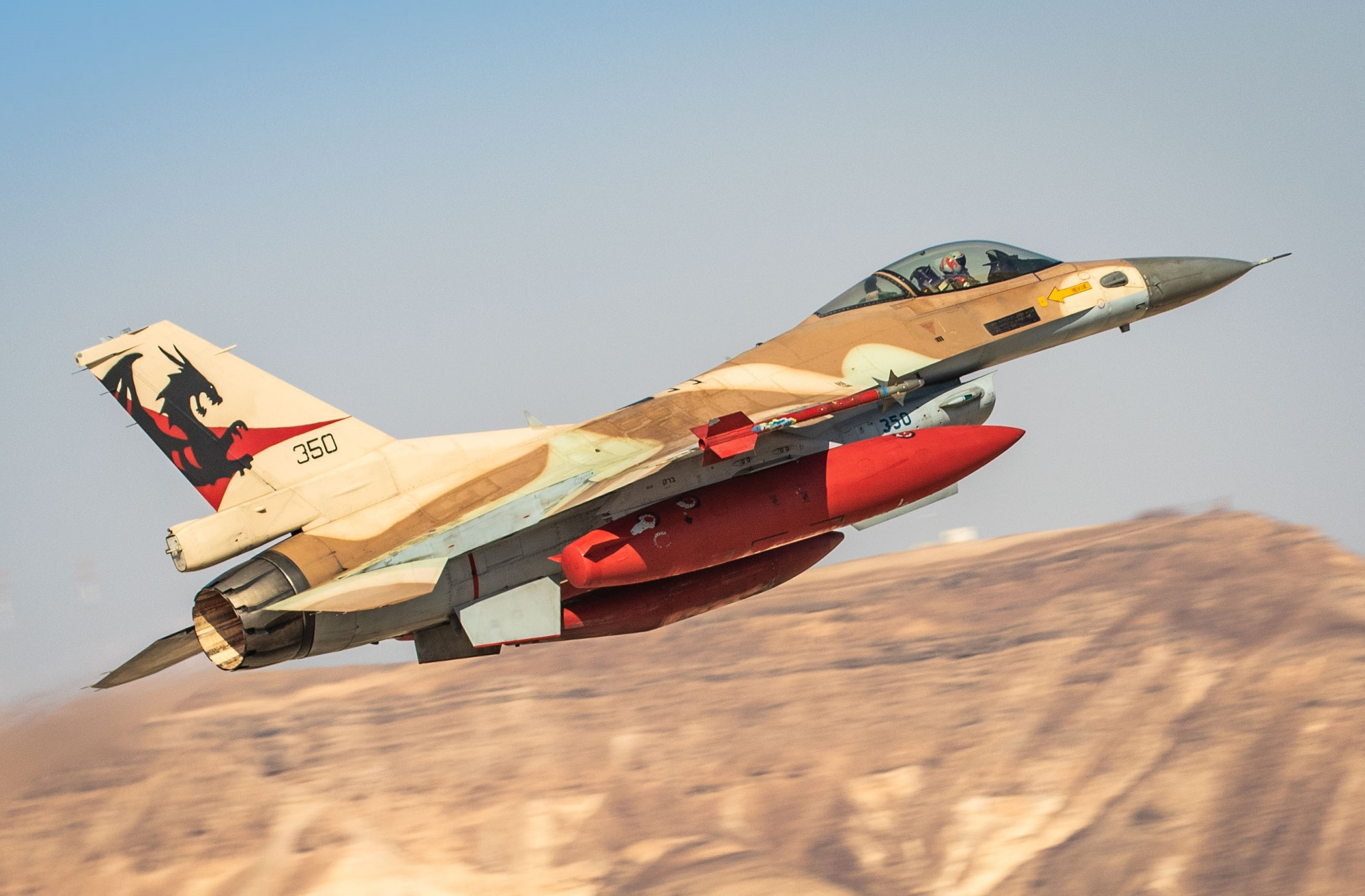
Un F-16 del 115 escuadrón.

El 115 Escuadrón de la Fuerza Aérea Israelita, conocido como Escuadrón Rojo, es la equivalente de los famosos escuadrones agresores de Estados Unidos. SU función es simular aviones hostiles para así mejorar el entrenamiento de los pilotos de caza. La gran diferencia con otras unidades es que opera simultáneamente aviones F-16 Fighting Falcon, helicópteros AH-1 Cobra y misiles que simulan los SAM a los que los pilotos podrían enfrentarse en misiones reales. La unidad también se ha adiestrado con aviones de la Guardia Aérea Nacional de Estados Unidos, Fuerza Aérea Checa, Aeronautica Militare y Fuerza Aérea Polaca.

### China
Con China no hay nada seguro pero según algunas fuentes cuenta con una unidad que emplea Sukhoi Su-30 para simular aviones F-15 de Estados Unidos o Japón y los Su-30 de India o Vietnam. Otro escuadrón de J-7 simularia MiG-21 de India. Curiosamente muchas fuentes no mencionan como se simulan los F-16 de Taiwán o los F/A-18 de la US Navy, aunque otras mencionan un tercer escuadrón equipado con J-10. Los escuadrones agresores chinos estarían basados en Cangzhou.
China reconoce oficialmente la existencia de la 66ª Brigada , creada en 1987. En ocasiones contadas la unidad se ha desplazado a Pakistán, para tomar parte en ejercicios conjuntos. Se cree que opera Sukhoi Su-30MKK, Chengdu J-10A y Shenyang J-11B ya que los aviones más modernos como el Chengdu J-20 y el Shenyang J-16 van a las unidades de combate. Se supone que dentro de poco también se recibirán esos aviones. Al menos un Su-30 adversario se ha visto pintado con los colores de la Fuerza Aérea de Vietnam, que también usa el Su-30.

### India
El entrenamiento en combate disimilar es una de las funciones del Tactics and Air Combat Development Establishment (TACDE), basado en Gwalior. En Maharajpur y Gwalior se cuenta con áreas de entrenamiento equipadas con sistemas ACMI.
Fue creado en 1971 y su primer comandante fue el Wing Commander A.K. Mukherji, que había asistido al cursoflight combat leader (FCL) de la RAF. Inicialmente se entrenaba a los pilotos en las tácticas de combate a emplear en los entonces nuevos MiG-21 Fishbed y Sukhoi Su-7 Fitter-A. En diciembre de 1972 se creó TACDE al fusionar el programa de entrenamiento con la ya existente Pilot Attack Instructors. En 1973 se realizó la primera edición del curso Fighter Combat Leader (FCL). El énfasis en la calidad del entrenamiento acabó llevando a introducir el combate disimilar en TACDE. Primero se hizo por petición de la Armada, para entrenamiento de los pilotos de Sea Harrier. Después se introdujo el combate de pilotos de la fuerza aérea contra MiG-29 y Mirage 2000. La fuerza aérea proclama que TACDE está a la altura del Strike Fighter Tactics Instructor (SFTI), más conocido como Top Gun. 
Los aviones con que se ha contado son diferentes versiones del MiG-21 y Su-30MKI, aunque el MiG-21 ya se retiró. Algunos Mirage-2000H son prestados a TACDE aunque oficialmente no los opere. Es curioso porque la unidad también entrena a los pilotos de helicópteros de ataque y además desde 1992 TACDE organiza el curso Surface-to-Air Guided Weapon (SAGW) para los operadores de la defensa aérea.
India también aprovecha el acuerdo existente con la Republic of Singapore Air Force (RSAF) que le permite realizar ejercicios DACT aprovechando que Singapur emplea la base aérea de Kalaikunda para entrenamiento. Los F-16 C/D de Singapur pueden practicar con los Su-30 MKI y Mirage 2000 de India. India también participa en ejercicios internacionales y realiza intercambios con otros países.

### Pakistán
Pakistán cuenta con la Combat Commanders School (CCS), basada en Sargodha. Allí se imparte entrenamiento avanzado de combate. Fue fundada en 1976 y reemplazó al Flight Leaders School, fundada en Karachi en 1958.
CCS contaba inicialmente con un escuadrón equipado con Mirage-III y otro con F-6. En 1988 un escuadrón adicional de F-16 se añadió a CCS, y en 1993 los F-6 fueron sustituidos por F-7PG. En 2015, un cuarto escuadrón de JF-17 se añadió.
Los ejercicios bilaterales con China permiten a los aviones pakistaníes practicar combate disimilar con los Su-27 y J-16 chinos, similares a los Su-30 de India.

### Turquía
La misión de entrenamiento en combate aéreo ha sido asignada al 132 Filo, que actúa como escuadrón agresor y participa frecuentemente en los ejercicios Anatolian Eagle. Entre las amenazas simuladas se pueden encontrar MiG-29 Fulcrum, Su-25 Frogfoot, Su-30 y Su-35 Flanker y Eurofighter Typhoon. Refundado en 1992 el escuadrón fue equipado con F-5A/B y NF-5A/B. Con los años recibió F-16C/D.

### Emiratos
En la base de Al Dhrafa se sitúa el Joint Air Warfare Center que se encarga de organizar el entrenamiento de pilotos de Estados Unidos, Emiratos y otros países. La diversidad de aviones y países permite entrenar en combate disimilar. El Tactical Leadership Course (ATLC) en el centro de entrenamiento de guerra aérea de Al Dhafra ha visto DACT entre aviones de Estados Unidos, Francia, Inglaterra, Emiratos, Arabia Saudita, India, etc.

### Noruega
El 336 Skvadron se encargó de 1985 hasta 1999 de Dissimilar air combat training (DACT).

### Corea
En la fuerza aérea de Corea del Sur el 29th Tactical Fighter Weapons Group (29TFWG) es la unidad encargada de entrenamiento adversario. Proporciona tanto lo que se conoce como Red air cono el curso de entrenamiento de instructores de guerra aérea. El 29TFWG cuenta con dos escuadrones: 191st Tactical Training Squadron y 192nd Tactical Development Squadron.
Cuando un piloto es asignado al 29TFWG para pasar por el curso de instructores aporta su propio avión (F-15K, KF-16, FA-50, F-4E o KF-5).

### Royal Air Force
El n.º 100 Squadron fue encargado de entrenamiento de pilotos, lo que incluía DACT, empleando sus Hawk T1. Tras la retirada de servicio de los aviones los ingleses contrataron una empresa privada.
Además en 2019 se encargó asumir el rol de escuadrón adversario al IX(B) Squadron, basado en Lossiemouth. El escuadrón también realizaba otras misiones como defensa aérea. Se asignaron cuatro aviones del escuadrón a este rol, siendo pintados de negro. Este era el esquema de pintura empleada por los Hawk T1 que realizaban la misma misión.

### Operadores privados
Contratar empresas privadas para entrenamiento en combate disimilar es una práctica muy extendida en Estados Unidos, y cada vez más en Europa. El Pentágono ha firmado distintos contratos con las empresas ATAC, Draken, TacAir y Top Aces. Esta práctica ha sido imitada por la Fuerza Aérea de Alemania y otros países de la OTAN cono Canadá o Gran Bretaña. Para los estados mayores es una alternativa más económica y flexible que contar con unidades que se encarguen de este rol.
Estás empresas cuentan con aviones de 3ª generación ya retirados en fuerzas aéreas pero que debidamente actualizados y equipados con mejoras tecnológicas brindan valiosos servicios simulando aviones enemigos para las más importantes Fuerzas Aéreas del mundo. La excepción son los F-16 de 4ª generación ex-israelíes comprados por Top Aces.  Estos aviones ofrecen un coste por hora de vuelo menor al que supondría a cualquier fuerza aérea dedicar sus aviones y pilotos a esta tarea. De todos modos el requerimiento de simular aviones de 5ª generación y las mejoras en conectividad e inteligencia artificial para simular combates con aviones enemigos puede traer cambios.

#### Discovery Air Defence

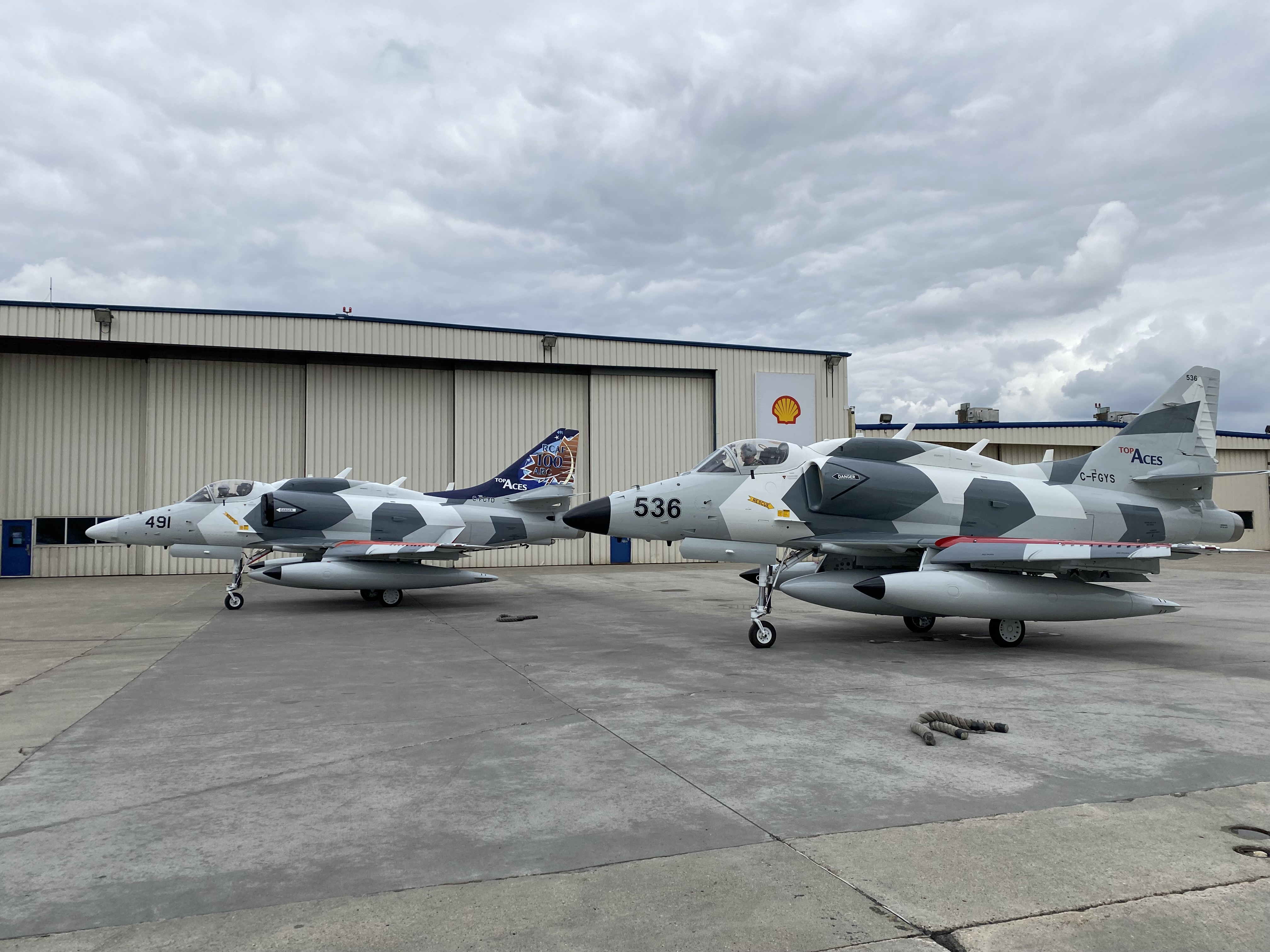
Aviones A-4N de Top Aces en Canada.

Discovery Air Defence, ahora conocida como Top Aces, es una empresa canadiense que ofrece servicios a varios países. Es la única compañía privada extranjera contratada por la USAF. Fue fundada el año 2000 por tres ex-pilotos de CF-18. Su flota incluye 29 F-16 ex-israelíes, 22 A-4N ex-israelíes (aunque solo un parte de los A-4 y un TA-4 están en vuelo) y también y 60 Alpha Jet (aunque solo opera unos 20 y el resto están almacenados). La empresa compró la flota entera de los aviones Alpha Jet E1B+ belgas cuando fueron retirados, incluyendo piezas de repuesto y equipos de mantenimiento. Se unieron a los 20 Alpha A comprados anteriormente a la Luftwaffe. Los F-16 y A-4 están equipados con el sistema AAMS para ofrecer una gama completa de servicios de entrenamiento adversario. Estos aviones se utilizan en diversas funciones, desde el combate aire-aire hasta el entrenamiento de controladores militares JTAC. El sistema AAMS (Advanced Aggressor Mission System) integra radar AESA con sistema seguimiento infrarrojo IRST y sistema HMCS (Helmet-Mounted Cueing System). La empresa tiene contratos con Alemania y Australia. Los Alpha Jet operan principalmente en Canadá junto a los CF-18 de la RCAF. Los A-4 estaban basados en Europa pero con la modernización también participan en el programa de la RCAF como parte del servicio de Entrenamiento Aéreo Contratado (CATS). Los F-16 son los únicos adversarios privados de 4ª generación, por lo que su dedicación principal es entrenamiento con USAF o US Navy.

#### Draken Internacional
Fue fundada en 2012 y su base principal está en Lakeland (Florida). Draken empezó comprando a Nueva Zelanda los A/TA-4K Skyhawk y MB-339 retirados y ahora posee la mayor flota de aviones de combate exmilitares operados por una compañía privada. Draken equipó a sus aviones A-4K con radar APG-66NZ, detector señal radar ALR-66 y equipos de contramedidas ALE-40,de este modo podían emular un avión adversario de 4ª generación. Al poco tiempo los contratos empezaron a llegar, lo cual llevo a incorporar 21 aviones Aero Vodochody L-159E Honey Badger, equipados con radar Grifo-L radar y equipos Sky Guardian 200 RWR, aviones totalmente nuevos.

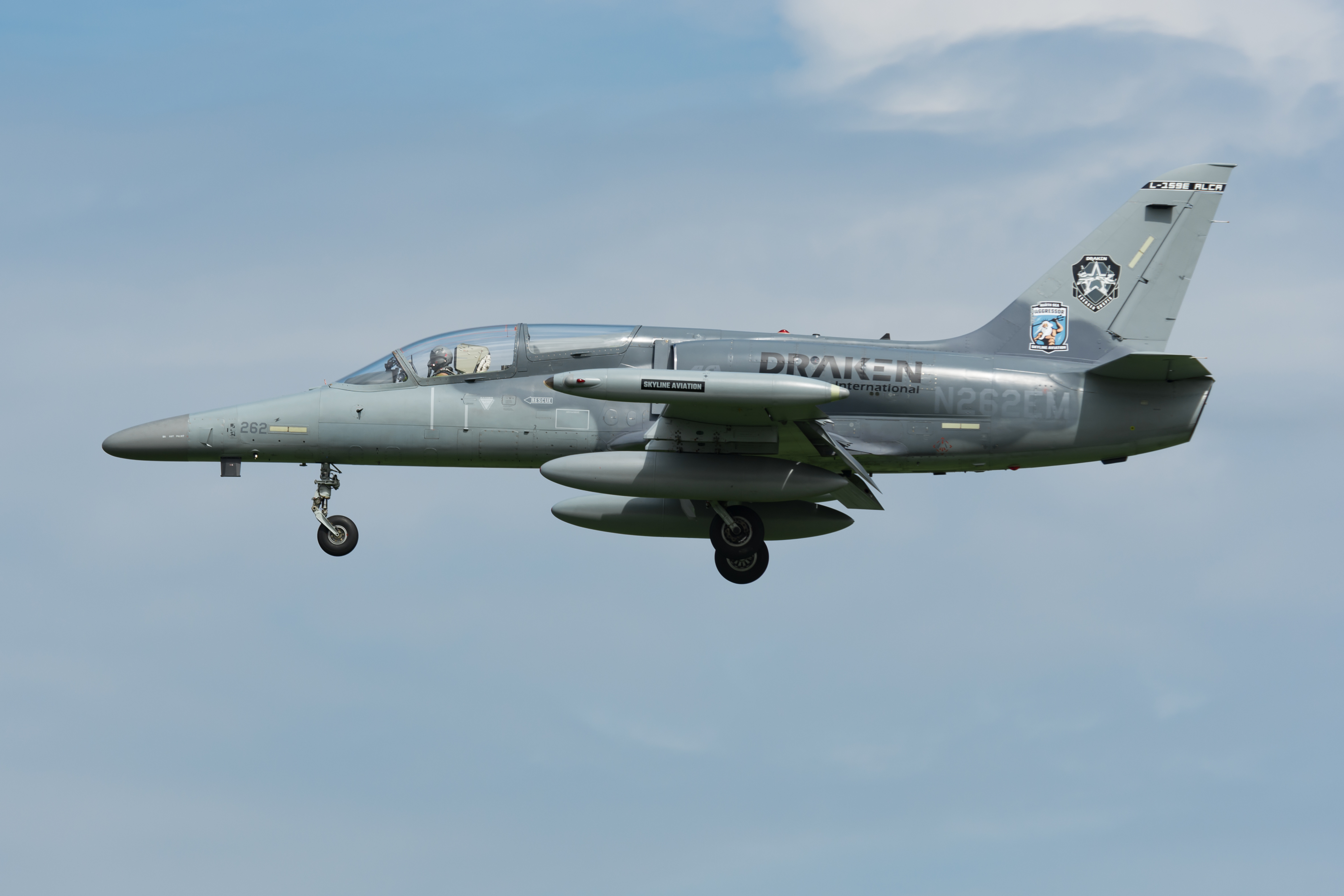
Aero L-159E de Draken International

Draken cuenta con una flota compuesta por 12 A-4K ex-neozelandeses y varios A-4N ex-israelíes, 20 MiG-21 de exmiembros del Pacto de Varsovia (ya no vuelan por falta de demanda), 22 Mirage F-1 ex-españoles, 25 F-1 ex-jordanos, 12 Atlas Cheetah ex-sudafricanos y 26 entrenadores Aero L-159E. El acuerdo firmado en 2021 para comprar 12 F-16 a Holanda y otros 12 a Noruega se canceló en 2024. Además se operan 15 Dassault Falcon 20 como adversarios de guerra electrónica, que vinieron con la compra de Cobham Aviation con la que se formó Draken Europe. Los aviones Falcon se utilizan para una variedad de misiones: remolque de blancos para artillería antiaérea, vuelos de ensayo de misiones, adversario para entrenamiento defensa aérea naval y adversario para entrenamiento de guerra electrónica. Los ocho L-159E de Draken Europe se dedican al entrenamiento adversario/agresor de las Fuerzas Armadas británicas tras el acuerdo firmado con la RAF. También hay contratos con otros países europeos como Holanda o Francia.

#### Airborne Tactical Advantage Company
ATAC es ahora parte del grupo Textron. Fue fundada en 1994 y fue la.pionera en empresas privadas. Desde entonces viene provee sus servicios a la USAF, US Navy y Marines. ATAC es la única compañía privada certificada para dar entrenamiento a Top Gun y a los pilotos de F-22 de la USAF. Su flota está compuesta por 11 Hawker Hunter, 6 F-21 Kfirs y 63 Mirage F-1 ex-Armée de L’Air (aunque solo unos 45 se devolverán a estado de vuelo y el resto quedarán como repuestos).

#### Ravn Aerospace

Un Dassault/Dornier Alpha Jet se prepara para participar en un ejercicio, 2013

El inventario de Ravn Aerospace consiste en los siguientes aviones:  6 Aero L-39 Albatros, 10 BAE Systems Hawk 67 ex-coreanos, 5 Pilatus PC-9 ex-RAAF, 17 Cessna T337 Turbo Skymaster y 10 Northrop F-5E Tiger II. La compra de unos 40 F-18 ex-RAAF se acordó pero finalmente no siguió adelante por diversos motivos.

#### Tactical Air Support Inc.
TACAIR es otra de las empresas privadas que proporcionan servicios de DACM. Cuenta con 8 CF-5D ex-canadienses y 21 aviones F-5E/F ex-jordanos, modernizados al estándar F-5AT para simular de forma más real la amenaza de aviones avanzados, y L-39 Albatros.

#### Advanced REDAIR European Squadron
ARES es una empresa francesa y fue contratada por la Marine Nationale para suministrar 600 horas de capacitación por año en simulaciones de ataque, remolcar objetivos y actuar como adversario en entrenamiento de combate aéreo. Cuenta con 9 MB-339 ex-neozelandeses comprados a Draken International en 2019  y trató de comprar algunos Mirage 2000-5 ex-quataries. Anteriormente cuando era necesario se alquilaba aviones A-4 Skyhawk a Draken, pero dadas la alta demanda está opción ya no es realista.

#### SAAB special Flight Operations
Saab SFO tiene contratos con las fuerzas aéreas de Austria, Francia y Grecia. La compañía ofrecía soporte Red Air con aviones Saab 105 excedentes de la Fuerza Aérea Sueca. En 2017 se anunció el Gripen Aggressor empleando aviones Gripen modificados. Se pretendía cumplir los requerimientos para presentarse a los concursos abiertos en Gran Bretaña y EE. UU.

#### Procor
Está empresa francesa compró 9 Mirage 2000B/C retirados por Brasil. Esta sociedad los compró para ofrecer entrenamiento agresor en Emiratos. Procor ya tenía experiencia con el Mirage, ya que ofrecía servicios de soporte a la flota mundial del modelo. Podría asociarse con otras empresas para ofrecer sus aviones en los contratos abiertos en países europeos como Francia.

#### Leonardo
Los M-346 del 61 Stormo de la fuerza aérea italiano han sido empleados como aviones adversarios durante el entrenamiento de los Eurofighter italianos y también en alguna ocasión se han dssplazyal TLP en Albacete para desempeñar el mismo rol. No es descartable que Leonardo añada servicios ADAIR de los M-346FA en el International Flight Training School (IFTS),centro internacional de entrenamiento creado en Cerdeña.
Leonardo y la fuerza aérea italiana defienden que el M-346 puede imitar a varios aviones en el rol DACT, mientras que su enlace de datos permite que se muestre información simulada, lo que significa que el piloto instructor será consciente cuando el radar del Eurofighter lo ha bloqueado o cuando el radar del M-346 simule haber bloqueado al Eurofighter.

#### Paramount Aerospace Systems
Paramount compró 4 Mirage F1B retirados por Francia, que se unieron a sus Mirage F1 ex-SAAF, dedicados en Surafrica al entrenamiento de pilotos. No está claro si el objetivo real es ofrecer servicios ADAIR, pero si se sabe que la empresa ha sido contratada para mantener los Mirage F1 de Draken y ATAC.

#### Advanced Training Systems International
ATSI compró en 2001 a Israel 14 A-4N y 3 TA-4J excedentes. Se vendieron 4 A-4N a otra compañía que los basó en Alemania, acabando siendo vendidos en 2014 a Draken International que ya había comprado 2 A-4N excedentes para basarlis en Francia. El resto de aviones se registraron con la intención de competir en contratos del Pentágono. La compañía fue comprada en 2013 por Top Aces.